# CMU Common Lisp
CMUCL est une implémentation Common Lisp initialement développée dans les années 1980 à l'université Carnegie-Mellon et placé dans le domaine public. CMUCL est aujourd'hui maintenu par une communauté de hackers à travers internet.

## Caractéristiques techniques
- Implémentation du CLOS, le modèle objet Common Lisp ;
- Respect du standard ANSI Common Lisp ;
- Un compilateur Common Lisp ;
- Un débogueur ;
- Profilage de code ;
- Une interface FFI très puissante pour l'appel direct de bibliothèques dynamiques ;
- Implémentation d'un éditeur de texte de la famille Emacs avec Hemlock ;
- Intégration possible à GNU Emacs sans Hemlock.